# Romualdo Brito
Romualdo Brito López (Riohacha, 17 de marzo de 1953-Curumaní, 20 de noviembre de 2020) fue un músico y compositor colombiano de vallenato, reconocido por haber escrito más de mil canciones para diferentes artistas como Diomedes Díaz, Lisandro Meza, Adanies Díaz, Poncho Zuleta, el Binomio de Oro de América y Jorge Oñate.

## Biografía
Brito nació el 17 de marzo de 1953 en el corregimiento de Treinta Tomarrazón, ubicado al sur de Riohacha, capital del departamento de La Guajira. Empezó a escribir canciones en su adolescencia y a los diecisiete años su composición "El dios cantor", dedicada al músico vallenato Leandro Díaz, quien era primo de su padre, fue interpretada por Lisandro Meza.
A partir de entonces, Brito aportó composiciones a una gran variedad de artistas, entre las que destacan "El santo cachón" (Los Embajadores Vallenatos), "El cantor de los indios" (Adanies Díaz), "Amor apasionado" (Los hermanos Zuleta), "Llegó tu marido" (Jorge Oñate), "Cabecita loca" (Poncho Zuleta), "Esposa mía" (Otto Serge y Rafael Ricardo), "Mi lamento" (Lisandro Meza), "Mis viejos" (Los Betos) y "Parranda, ron y mujer", "El corte" y "Mujereando" (Diomedes Díaz). La canción "Mi presidio", compuesta por Mateo Torres e interpretada por el propio Brito, se convirtió en un éxito radial en su país.

### Fallecimiento
Brito falleció el 20 de noviembre de 2020 a los 67 años en un accidente de tránsito ocurrido a la altura del corregimiento de San Roque, jurisdicción de Curumaní, en el departamento del Cesar. Según el informe policial, el músico iba conduciendo una camioneta acompañado de su hijo y su yerno, quienes sobrevivieron al accidente pero sufrieron graves fracturas y fueron trasladados a un centro asistencial en Curumaní.

## Discografía
- 1979 - Alma de mi Alma
- 1980 - Mi sanujanera y Tú
- 1982 - Fabulosamente Vallenatos
- 1983 - El Diario de mi Vida
- 1984 - Mensajes de Amor
- 1985 - Embrujo Vallenato
- 1987 - La sensación Vallenata
- 1988 - Cinco Palabras
- 1989 - El Guajiro Vallenato